# رایانووتسی (استان صوفیه)
رایانووتسی (به بلغاری: Rayanovtsi) یک منطقهٔ مسکونی در بلغارستان است که در استان صوفیه واقع شده‌است.